# 알렉산더 볼그 장기에프
알렉산더 볼그 장기에프(Александр Волг Зангиев / Alexander Volg Zangief)는 《더 파이팅》에 등장하는 등장인물이다.

## 담당 성우
- 모리카와 토시유키 / 최재호